# Dünkirchener Vertrag
Der Dünkirchener Vertrag war ein bilateraler Vertrag, der am 4. März 1947 von Frankreich und Großbritannien in Dünkirchen als gegenseitiges Beistandsabkommen für den Fall einer erneuten deutschen Aggression gegen einen der beiden Vertragsstaaten unterzeichnet wurde. Der Vertrag trat am 8. September 1947 mit einer Laufzeit von 50 Jahren in Kraft.

## Bedeutung
Der Vertrag schloss historisch an die 1904 zwischen Großbritannien und Frankreich begründete und 1940 vom Vichy-Regime gelöste Entente cordiale an und war zugleich Ausdruck einer neuen regionalen Bündnispolitik nach Ende des Zweiten Weltkriegs aufgrund Art. 52 der Charta der Vereinten Nationen.
Frankreich strebte mit dem Vertrag größeren Einfluss auf die Zukunft Deutschlands an als es durch sein Vetorecht im Alliierten Kontrollrat ausüben konnte. Großbritannien suchte bereits zu diesem Zeitpunkt nicht nur eine Allianz mit Frankreich, sondern auch mit Belgien und den Niederlanden, die am 17. März 1948 im Brüsseler Pakt unter weiterer Einbeziehung Luxemburgs zustande kam.
Die Stadt Dünkirchen hatte wegen des deutschen Vorstoßes im Westfeldzug und der Schlacht von Dünkirchen im Frühjahr 1940 große symbolische Bedeutung für beide Unterzeichnerstaaten. Tatsächlich war Deutschland nach dem Zweiten Weltkrieg entmilitarisiert, die Hoheitsrechte übte der Alliierte Kontrollrat aus und militärische Aggressionen waren von Deutschland nicht zu erwarten. Wenn offiziell auch nicht beabsichtigt, beschleunigte der Vertrag den Aufbau einer militärischen und strategischen Kooperation des Westens im Kalten Krieg gegen die Sowjetunion.